# 渺渺
《渺渺》是一部香港澤東公司出資在台灣製作拍攝的電影，由名導演關錦鵬和澤東電影資深製片彭綺華擔任監製，台灣新銳導演程孝澤執導，攝影指導為香港攝影師關本良、原創音樂由台灣金獎創作者李欣芸操刀。2008年11月14日上映，片長1時22分。

## 演員
- 柯佳嬿：戴思詩渺（渺渺）
- 張榕容：沈璦媛（小璦）
- 范植偉：陳飛
- 屈中恆：小璦爸爸
- 吳慷仁：貝家欣

## 劇情簡介
故事內容主要敘述兩位高中生小璦、一位從日本來的交換學生渺渺以其唱片行老闆陳飛三個人的故事。渺渺因為想要找到奶奶當初遇到初戀的那家糕餅店而利用交換學生的機會來到台灣，沒想到這家糕餅店已經關了，並由一家唱片行取而代之。而在這家唱片行裡，渺渺也體會到了初戀和失戀的滋味……

## 撤展風波
本片入選為2009年墨爾本電影節參展影片，但因中國官方抗議影展播映關於曾三度獲提名諾貝爾和平獎的東突厥斯坦人士熱比婭的紀錄片《愛的10個條件》（The 10 Conditions of Love），展開激烈的「撤片行動」，由香港出資的《渺渺》也因此被迫撤片。由於本片資金包含向行政院新聞局申請的國片輔導金，行政院新聞局表示此一事件已傷害台灣形象，不接受製片公司提出的撤展理由，於2009年8月13日，以輔導金合約規定「本片參加國際影展活動時，應以我國名義及乙方（台灣的澤東公司）名義參展」為由，沒收保證金新台幣十六萬元並追繳輔導金新台幣四百萬元，並撤銷澤東電影有限公司輔導金受領資格三年。

## 外部連結
- 《渺渺》官方部落格（页面存档备份，存于）
- Yahoo奇摩電影上《渺渺》的資料（繁體中文）
- MSN娛樂上《渺渺》的資料（繁體中文）

- 開眼電影網上《渺渺》的資料（繁體中文）
- 豆瓣电影上《渺渺》的資料 （简体中文）
- 时光网上《渺渺》的資料（简体中文）
- AllMovie上《渺渺》的资料（英文）
- 爛番茄上《渺渺》的資料（英文）
- 香港影庫上《渺渺》的資料（繁體中文）
- 互联网电影数据库（IMDb）上《渺渺》的资料（英文）